# Smiler
Smiler – piąty studyjny album angielskiego piosenkarza rockowego Roda Stewarta. Został on wydany w 1974 przez wytwórnię płytową Mercury. Jest to ostatni album wokalisty wydany przez tę wytwórnię.

## Lista utworów
1. „Sweet Little Rock 'N' Roller” (Chuck Berry) – 3:43
2. „Lochinvar” (Pete Sears) – 0:25
3. „Farewell” (Martin Quittenton, Rod Stewart) – 4:34
4. „Sailor” – 3:35
5. „Bring It On Home to Me/You Send Me” (Sam Cooke) – 3:57
6. „Let Me Be Your Car” (Elton John, Bernie Taupin) – 4:56
7. „(You Make Me Feel Like) A Natural Man” (Gerry Goffin, Carole King, Jerry Wexler) – 3:54
8. „Dixie Toot” – 3:27
9. „Hard Road” (Harry Vanda, George Young) – 4:27
10. „I've Grown Accustomed to Her Face” Instrumental (Alan Jay Lerner, Frederick Loewe) – 1:32
11. „Girl from the North Country” (Bob Dylan) – 3:52
12. „Mine for Me” (Paul McCartney, Linda McCartney) – 4:02